# Ульянка
Улья́нка (рос. Ульянка, ерз. Ульянка) — село у складі Ічалківського району Мордовії, Росія. Входить до складу Оброчинського сільського поселення.

## Населення
Населення — 343 особи (2010; 356 у 2002).
Національний склад (станом на 2002 рік):
- росіяни — 80 %